# Distrito de Beau Vallon
Beau Vallon es una distrito localizado en la costa occidental del norte de Mahé en las 
Seychelles. La playa de Beau Vallon es un destino muy frecuentado y quizás el más popular en la isla. Es conocido por poseer condiciones propicias para la práctica del snorkelling.